# История электротехники

## Древний мир
- Между 250 годом до н. э. и 250 годом н. э. — гипотетическое устройство, известное как «Багдадская батарея»[1][2].

## XVII век
- 1600 год — вышел труд Уильяма Гилберта «О магните, магнитных телах и о большом магните — Земле», где впервые систематически исследовались электрические явления. Гилберт ввёл термин «электричество» (от др.-греч. ἤλεκτρον — «янтарь») и расширил понятие электрической силы за пределы свойств янтаря, включив в него серу и смолу[3].
- 1663 год:
  - Отто фон Герике создал первую электростатическую машину — вращающийся шар из серы, который натирался руками. В ходе экспериментов он наблюдал электрическое свечение в темноте[4].

## XVIII век

### 1730-е годы
- 1733 год:
  - Шарль Дюфе экспериментально установил существование двух типов электричества, которые назвал «стеклянным» (положительным) и «смоляным» (отрицательным)[5].

### 1740-е годы
- 1745 год:
  - Независимо друг от друга Эвальд Юрген фон Клейст и Питер ван Мушенбрук изобрели лейденскую банку — первый электрический конденсатор[6].
  - Немецкий физик Грумерт впервые наблюдал электрическое свечение в разреженном газе.
  - Георг Вильгельм Рихман основал в Санкт-Петербурге первую в России специализированную лабораторию по изучению электричества.

- 1746 год:
  - Жан Антуан Нолле обнаружил явление коронного разряда, наблюдая кистевые разряды с острий наэлектризованных тел.

### 1750-е годы
- 1752 год:
  - Бенджамин Франклин доказал электрическую природу молнии с помощью знаменитого эксперимента с воздушным змеем[7].

- 1753 год:
  - Михаил Ломоносов и Георг Рихман проводили систематические исследования атмосферного электричества с помощью изобретённого Рихманом «электрического указателя».
  - 26 июля — Рихман погиб от удара молнии во время экспериментов, став первой жертвой исследований атмосферного электричества.
  - Ломоносов представил в Петербургской академии наук доклад «Слово о явлениях воздушных, от электрической силы происходящих».
  - Создана усовершенствованная электрическая машина трения со стеклянным диском.

- 1756 год:
  - Ломоносов выступил с теорией света и цвета в работе «Слово о происхождении света, новую теорию о цветах представляющее».

### 1780-е годы
- 1785 год:
  - Шарль Кулон сконструировал крутильные весы и экспериментально установил основной закон электростатики, количественно описывающий взаимодействие зарядов[8].

### 1790-е годы
- 1791 год:
  - Луиджи Гальвани опубликовал труд «De viribus electricitatis in motu musculari» («Комментарий о влиянии электричества на мышечное движение»), заложив основы электрофизиологии и обнаружив «животное электричество».

- 1800 год:
  - Алессандро Вольта изобрёл Вольтов столб — первый химический источник постоянного тока[9].
  - Уильям Карлейль и Энтони Никольсон провели первый электролиз воды.

## XIX век

### Первая половина века (1800-1850)

#### Важнейшие открытия
- 1800 год:
  - Алессандро Вольта изобретает вольтов столб - первый химический источник постоянного тока[10].

- 1820 год (революция в электромагнетизме):
  - Ханс Эрстед обнаруживает действие электрического тока на магнитную стрелку
  - Андре-Мари Ампер разрабатывает теорию электромагнитных явлений

- 1831 год:
  - Майкл Фарадей открывает явление электромагнитной индукции, закладывая основы современной электротехники[11].

### Технологические достижения
- 1832 год:
  - Павел Шиллинг создаёт первый практичный электромагнитный телеграф в России.

- 1834 год:
  - Борис Якоби строит первый работоспособный электродвигатель с вращающимся якорем.

- 1838 год:
  - Б.С. Якоби изобретает гальванопластику - метод точного копирования предметов.

### Вторая половина века (1850-1900)

#### Электрическое освещение
- 1874 год:
  - Александр Лодыгин получает патент на лампу накаливания с угольным стержнем.

- 1876 год:
  - Павел Яблочков изобретает "электрическую свечу" - первую практичную систему дугового освещения.

#### Энергетика и передача энергии
- 1866 год:
  - Вернер Сименс разрабатывает динамо-машину с самовозбуждением.

- 1882 год:
  - Томас Эдисон вводит в эксплуатацию первую коммерческую электростанцию в Нью-Йорке.

- 1891 год:
  - Михаил Доливо-Добровольский строит первую трёхфазную линию электропередачи (Лауффен-Франкфурт, 170 км).

#### Теория и фундаментальные открытия
- 1873 год:
  - Джеймс Максвелл публикует "Трактат об электричестве и магнетизме", завершая формирование классической электродинамики.

- 1888 год:
  - Генрих Герц экспериментально подтверждает существование электромагнитных волн.

### Российские достижения
- 1870-е-1890-е:
  - Развитие электротехнического образования:
    - Основание Русского технического общества (1866)
    - Создание Электротехнического института в Петербурге (1891)

- 1893 год:
  - Николай Славянов получает золотую медаль на Всемирной выставке в Чикаго за метод дуговой сварки.

- 1895 год:
  - Александр Попов демонстрирует первый практичный радиоприёмник.

## XX век

### Начало века (1900-1920)

#### Ключевые изобретения
- 1904 год:
  - Джон Флеминг создаёт электровакуумный диод - первую электронную лампу[12].

- 1907 год:
  - Ли де Форест изобретает триод, что революционизирует радиотехнику и электронику[13].

#### Развитие энергетики
- 1910-е:
  - В России начинается массовая электрификация промышленных предприятий
  - Строительство первых крупных электростанций (например, "Электропередача" под Москвой)

### Межвоенный период (1920-1940)

#### План ГОЭЛРО
- 1920 год:
  - Принятие ГОЭЛРО - первого в мире комплексного плана электрификации страны[14].

#### Технические достижения
- 1930-е:
  - Строительство Днепрогэс - крупнейшей ГЭС Европы (1932)
  - Развитие высоковольтных ЛЭП (первые линии 220 кВ)

### Послевоенный период (1945-1970)

#### Полупроводниковая революция
- 1947 год:
  - Изобретение транзистора в Bell Labs (Шокли, Бардин, Браттейн)[15].

- 1958 год:
  - Создание первой интегральной схемы (Килби, Нойс)

#### Атомная энергетика
- 1954 год:
  - Пуск первой в мире АЭС в Обнинске мощностью 5 МВт

#### Космическая электроника
- 1960-е:
  - Развитие микроэлектроники для космических программ
  - Создание первых специализированных ЭВМ

### Крупнейшие проекты
- 1950-е:
  - Строительство каскада Волжских ГЭС
  - Создание единой энергосистемы европейской части СССР

### Научные открытия
- 1954 год:
  - Создание первого мазера (Басов, Прохоров, Таунс)
  - Развитие волоконной оптики

### Российские достижения
- 1950-1960-е:
  - Разработка уникального энергооборудования (турбогенераторы 150-200 МВт)
  - Создание мощных гидрогенераторов для сибирских ГЭС
  - Развитие высоковольтных сетей (500 кВ)

## XXI век

### Развитие беспроводных технологий
- 2007 год:
  - Марин Солячич (MIT) разработал систему беспроводной передачи энергии (WiTricity), осуществив передачу 60 Вт на расстояние 2,13 м с эффективностью ~40%[16]. Технология основана на резонансной магнитной связи.

### Достижения в области возобновляемой энергетики
- 2015 год:
  - КПД солнечных элементов нового поколения (перовскитные) достиг 21,1%[17].

- 2020 год:
  - ITER начал этап сборки крупнейшего в мире термоядерного реактора (проектная мощность 500 МВт).

### Российские разработки
- 2016 год:
  - В Российском квантовом центре создан первый отечественный 5-кубитный квантовый процессор[18].